# Synagoge (Banská Štiavnica)

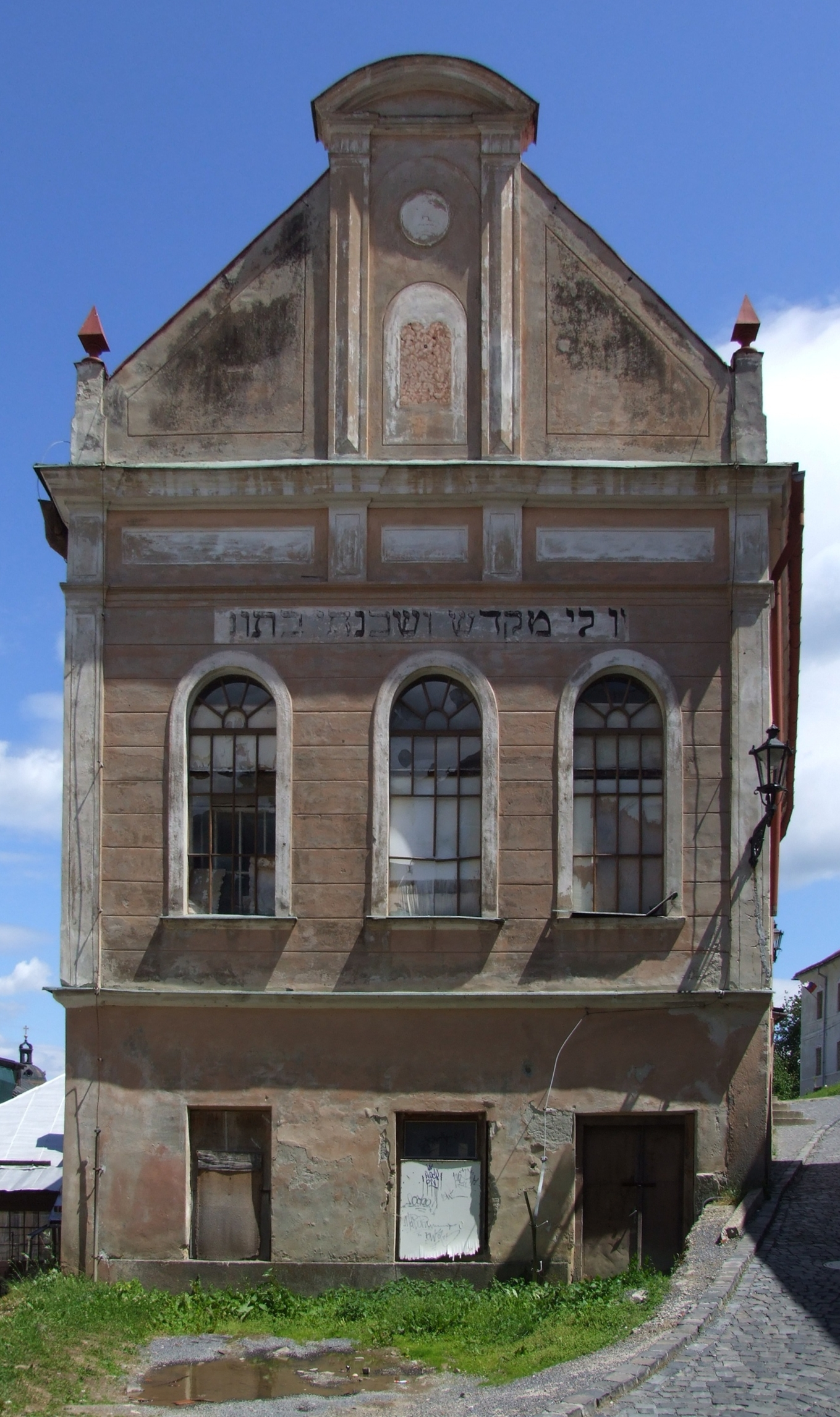
Ehemalige Synagoge in Banská Štiavnica (vor der Renovierung)

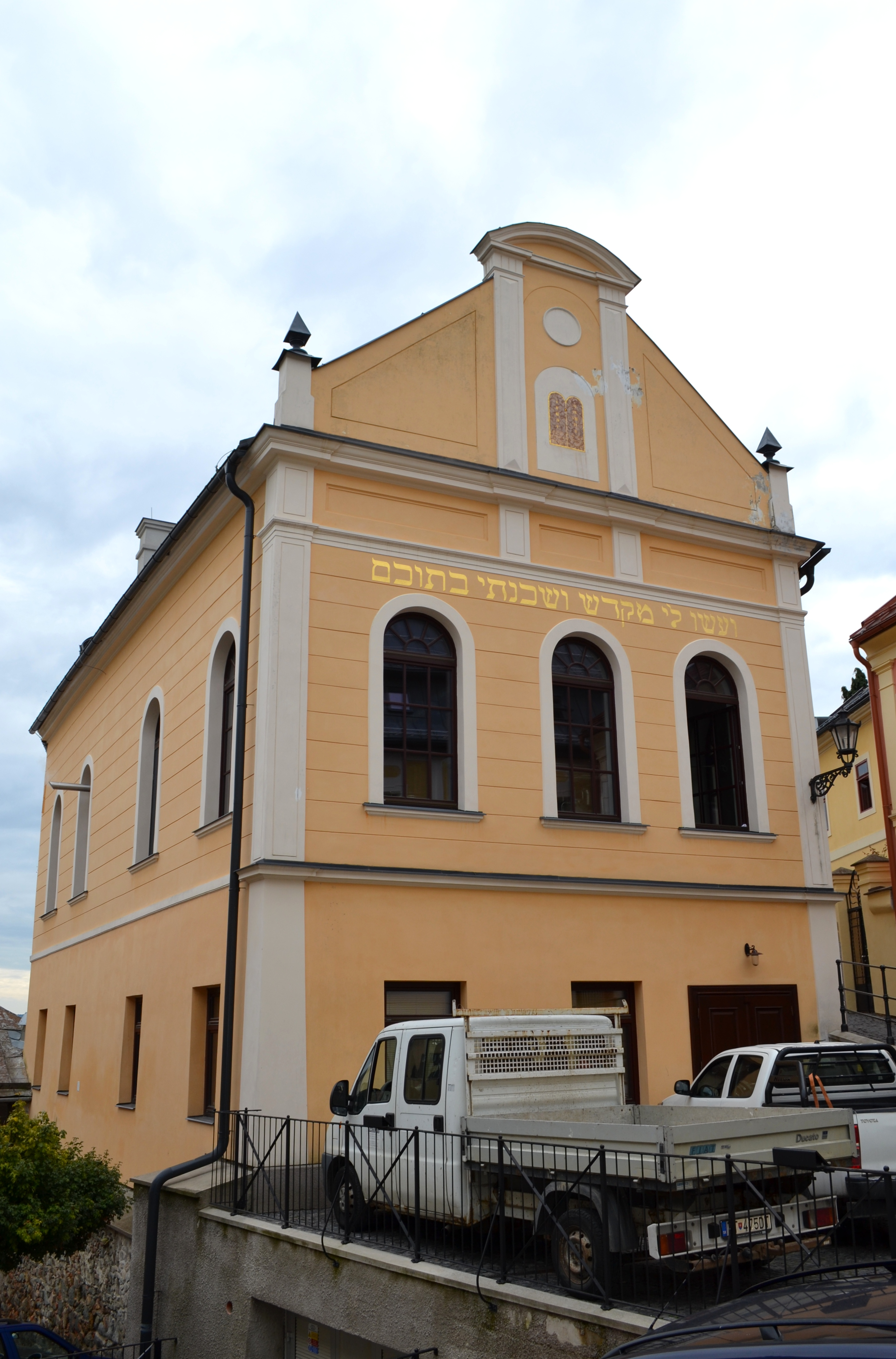
Die Synagoge im Jahr 2019

Die Synagoge in Banská Štiavnica, einer slowakischen Stadt im gleichnamigen Bezirk, wurde 1893 auf einem dreieckigen Grundstück zwischen Silber- und Novozámokástraße errichtet. Die jüdische Kultusgemeinde hatte es 1890 mit Geld aus einer freiwilligen Sammlung gekauft. Das Haus im Stil des Klassizismus ist ein auf dem Grundriss zweier früherer Häuser errichteter zweigeschossiger Backsteinbau mit kleinem rechteckigen Anbau bzw. Pfeiler, in dem in einem Schrein die Torarollen aufbewahrt wurden. Die beiden Stockwerke haben je einen Zugang von außen, eine innere Treppe gibt es nicht. Bis zum Verbot 1941 wurde das Gebäude für den Gottesdienst genutzt und auch nach dem Krieg noch einmal von 1945 bis 1949.
In den 1950er-Jahren zog ins Erdgeschoss des Gebäudes eine Klempnerei ein und in das Obergeschoss eine Fahrschule.
Im Jahr 1989 ging das Anwesen in Privatbesitz mit wechselnden Eigentümern über und begann zu zerfallen, bis eine benachbarte Brauerei, die sich durch einstürzendes Mauerwerk bedroht fühlte, es übernahm und 2013/14 umfassend sanierte. In dem durch Pilaster geteilten Giebel sind wieder Marmortafeln mit den Zehn Geboten angebracht. Vorübergehend nutzte die Brauerei das Gebäude für ihren Betrieb. Fortan soll es jedoch in erster Linie kulturellen Zwecken dienen.
Seit 1955 ist die profanierte Synagoge ein nationales Kulturdenkmal.